# Asarcopus euthyphro
Asarcopus euthyphro är en insektsart som beskrevs av Ronald Gordon Fennah 1949. Asarcopus euthyphro ingår i släktet Asarcopus och familjen Caliscelidae. Inga underarter finns listade i Catalogue of Life.